# 阿斯托利亚—梅格勒大桥
阿斯托利亚－梅格勒大桥（英語：Astoria–Megler Bridge）是一座横跨哥伦比亚河的连续桁架桥，它连接了美国华盛顿州的梅格勒（Megler）附近的艾里斯海角（Point Ellice）和俄勒冈州的阿斯托利亚（Astoria）。大桥位于哥伦比亚河入海口，101号美国国道从大桥上经过。这座大桥是美国最长的连续桁架桥。

## 历史
从1926年开始，哥伦比亚河两岸的华盛顿州梅格勒和俄勒冈州阿斯托利亚之间开始了渡轮业务。俄勒冈州交通部于1946年收购了此项业务。渡轮业务在天气恶劣时将会停运，此外，近半个小时的航程常常遭遇晚点。为了使哥伦比亚河口的跨河交通更快、更可靠，人们开始规划建造一座大桥。俄勒冈州交通部和华盛顿州交通部合作建造了阿斯托利亚-梅格勒大桥。
大桥的建造工程于1962年11月5日开始。大桥的桥墩在桥梁上游4英里（6公里）的地方铸造。大桥的钢梁在上游90英里（145公里）的华盛顿州温哥华完成制造，然后利用驳船顺流而下，将钢梁运送到工地，然后利用起重机将它们安装在桥墩上。1966年8月27日，超过30,000人见证了桥梁的正式开通，时任俄勒冈州州长的马克·哈特菲尔德（Mark Hatfield）和华盛顿州州长丹·埃文斯（Dan Evans）为大桥剪彩。大桥总造价为2400万美元，如果考虑到通货膨胀，这个造价在今天相当于1.72亿美元，当时大桥设置了收费站，不过这个收费站后来在1993年11月24日被移除。

## 细节

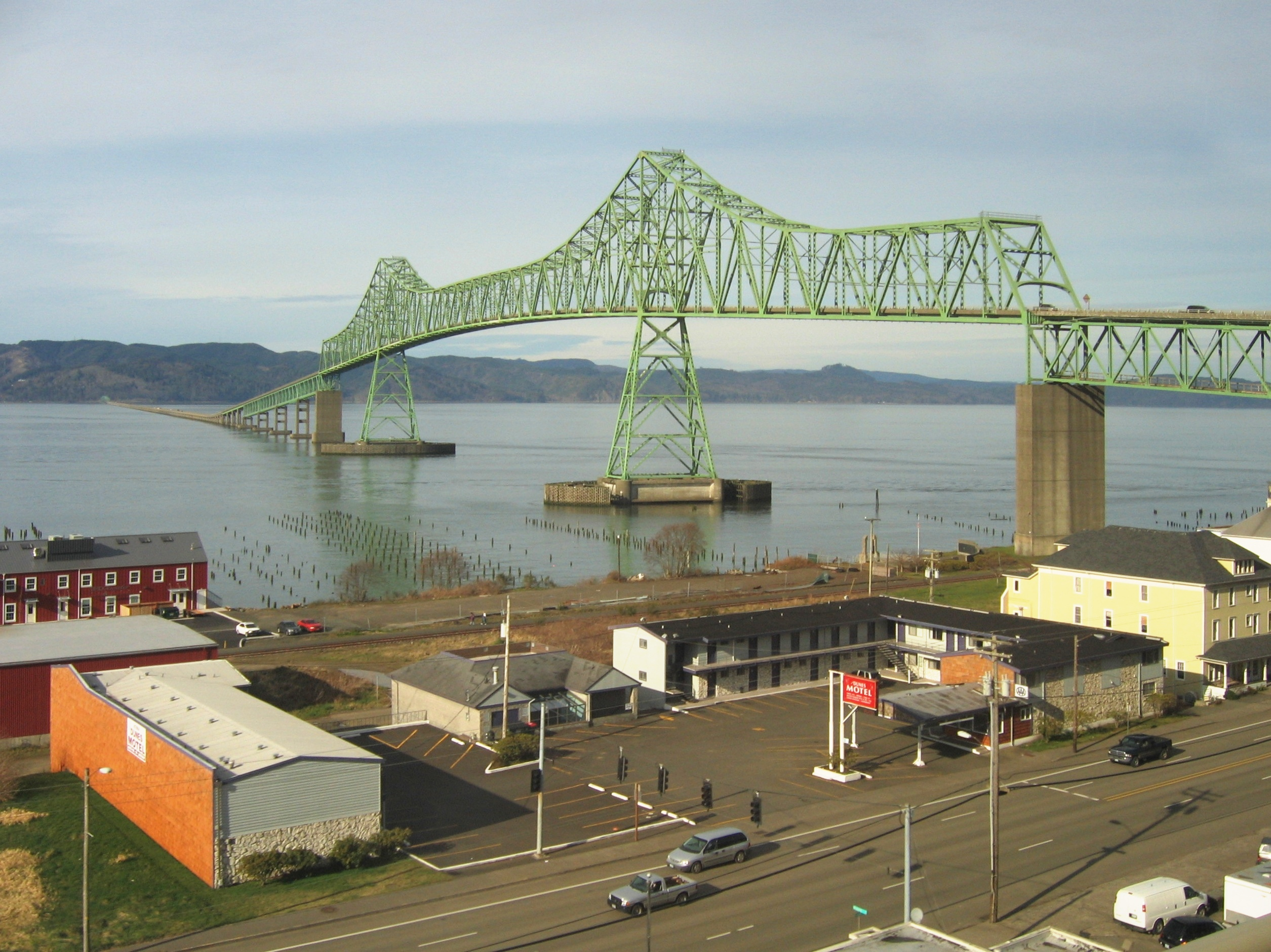
从阿斯托利亚向北观看大桥

阿斯托利亚－梅格勒大桥全长21,474英尺（6,545米），具有双向单车道。大桥主跨靠近俄勒冈州方向，长度为1,232英尺（376米）。大桥可以抵挡每小时150英里（每小时240千米）的狂风，以及每小时9英里（每小时14公里）的水流。截止到2004年，大桥的每日平均车流量为7,100辆。这座大桥的设计者为威廉·阿戴尔·巴格（William Adair Bugge），施工方为DeLong公司、美国桥梁公司（American Bridge Company）以及Pomeroy Gerwick公司。
大桥南端的经纬度为46°11′14″N 123°51′15″W / 46.18723°N 123.85427°W，那里还有一个2,130英尺（650米）长的斜坡用来把公路引导至大桥的高度。大桥北端的经纬度为46°14′27″N 123°52′30″W / 46.24084°N 123.87493°W，它连接了华盛顿州401号公路。由于大桥靠近华盛顿州跨越的水域不适合水运，因此这一段的桥梁与水面之间的高度差比南段更少。
大桥上面的人行道在一般情况下并不开放，只有在每年名为“哥伦比亚河大跨越”的桥梁步行活动期间才开放。自行车可以在大桥上行驶。
对大桥重新进行喷漆的项目在2009年5月到2011年间进行，项目经费为20,000,000美元，由俄勒冈州和华盛顿州分摊。按规划，2012年至2016年之间，还有一次重新喷漆。

## 相关流行文化
这座大桥在多部影视作品中出现过，包括《霹雳五号》、《幼儿园警察》（Kindergarten Cop）、《七宝奇谋》（The Goonies）以及《那晚大桥倒下》（The Night the Bridge Fell Down）。